# Araburu Kisetsu no Otome-domo yo
Araburu Kisetsu no Otome-domo yo (荒ぶる季節の乙女どもよ。Araburu Kisetsu no Otome-domo yo) es un manga japonés escrito por Mari Okada e ilustrado por Nao Emoto. Se ha serializado en la revista de manga shōnen Bessatsu Shōnen Magazine de Kodansha, desde diciembre de 2016 y se ha recopilado en ocho volúmenes tankōbon.
Una adaptación de la serie de televisión de anime de Lay-duce se estrenó el 5 de julio de 2019 en el bloque de programación Animeism de MBS. El manga terminó el 9 de septiembre de 2019.

## Sinopsis
Las chicas de un club de literatura de la escuela secundaria quieren “romper el hielo” y conocerse mutuamente. Para ello proponen la siguiente pregunta: ¿Qué cosa quieres hacer antes de morir?. Una de las chicas dice: “sexo”. El torbellino desatado por esa palabra empuja a cada una de estas chicas, con diferentes orígenes y personalidades, a sus propios caminos torpes, divertidos, dolorosos y emocionales hacia la edad adulta.

## Personajes
Kazusa Onodera (小野寺 和紗 Onodera Kazusa?)
Seiyū: Hiyori Kono
Personaje principal de la serie. Kazusa es la mejor amiga de Sugawara y amiga desde la infancia de Izumi y Momoko. Desde la infancia, ella ha estado enamorada de Izumi, pero todo este tiempo tuvo miedo de dar un paso adelante, mientras que la burla de los compañeros de clase más populares no la motivó a ser más activa en un intento de atraer su atención. Sin embargo, a medida que avanza la historia, se da cuenta de que Izumi se siente claramente atraído sexualmente por la extraordinaria belleza y ternura de Sugawara.
Niina Sugawara (菅原 新菜 Sugawara Niina?)
Seiyū: Chika Anzai
La mejor amiga de Kazusa. Inicialmente, Niina ignora a los hombres debido a una experiencia de acoso en su infancia, pero gradualmente comienza a desarrollar sentimientos por Izumi debido a su cuidado y amabilidad. Por lo tanto, su lealtad a su mejor amiga y su amor común por Izumi se convierte rápidamente en uno de los principales conflictos de la historia. Se lleva bien con Momoko, quien rápidamente se convierte en su amiga debido a su adoración y sentimientos románticos inconscientes por Sugawara.
Momoko Sudō (須藤 百々子 Sudō Momoko?)
Seiyū: Momo Asakura
Una chica tímida y amiga de Kazusa. Inicialmente, ella, como otras chicas, comienza a interesarse en las relaciones con los chicos, pero a medida que avanza la historia, se está volviendo cada vez más consciente de su deseo e interés en otras chicas, que la primera vez que percibe como un simple malentendido de las razones del interés de la chica en los chicos. Posteriormente, ella comienza a desarrollar un enamoramiento unilateral por Sugawara, cuyos sentimientos potenciales por Izumi están causando su profunda depresión.
Hitoha Hongō (本郷 ひと葉 Hongō Hitoha?)
Seiyū: Tomoyo Kurosawa
Una misteriosa chica baja que escribe novelas, incluida la erótica. Ella mantiene una relación como Hitoto-san con Milo-san en una sala de chat para adultos en línea. Cuando su editor describe su primera novela como si hubiera sido escrita por un hombre virgen de 40 años, decide adquirir experiencia sexual y hace los arreglos para encontrarse con Milo, descubriendo su identidad como miembro de la facultad de la escuela.
Rika Sonezaki (曾根崎 り香 Sonezaki Rika?)
Seiyū: Sumire Uesaka
La presidenta del club de literatura, una chica alta y mojigata que se avergüenza de su interés en el sexo opuesto debido a su estricta educación y naturaleza seria. Sin embargo, a pesar de su purismo, ella tiene la relación más saludable con los chicos en comparación con otras chicas.
Izumi Norimoto (典元 泉 Norimoto Izumi?)
Seiyū: Shimba Tsuchiya
Personaje masculino principal, amigo de la infancia de Kazusa y sujeto de interés de ella y Sugawara. Un joven amable y cariñoso, no tiene ninguna experiencia sexual o conocimiento sobre el amor en general, por lo tanto, sus problemas con la diferenciación del amor y la atracción sexual se convierten rápidamente en la causa de un triángulo amoroso y un conflicto entre él y las dos chicas.
Shun Amagi (天城 駿 Amagi Shun?)
Seiyū: Yūya Hirose
Novio y compañero de clases de Rika, Un chico social, alegre, sincero, humilde, atento y demostrativo. Uno de los mejores segundos personajes de la trama. 
Tomoaki Yamagishi (山岸 知明) Yamagishi Tomoaki?)
Seiyū: Jun Fukuyama
Un joven maestro que es chantajeado por Hitoha como asesor del club de literatura. Hitoha le da el sobrenombre de Milo-sensei y el resto del club lo llama con ese sobrenombre. Hitoha luego parece desarrollar una relación con él de la que es muy reacio.
Hisashi Saegusa (三枝 久 Saegusa Hisashi?)
Seiyū: Shunsuke Sakuya

## Media

### Manga
El manga se publicó entre diciembre de 2016 y septiembre de 2019, y se recopiló en 8 volúmenes.
| N.º | Título | Fecha de lanzamiento   | ISBN original     |
| --- | ------ | ---------------------- | ----------------- |
| 1   |        | 7 de abril de 2017     | 978-4-06-395905-5 |
| 2   |        | 9 de agosto de 2017    | 978-4-06-510108-7 |
| 3   |        | 8 de diciembre de 2017 | 978-4-06-510546-7 |
| 4   |        | 6 de abril de 2018     | 978-4-06-511203-8 |
| 5   |        | 9 de agosto de 2018    | 978-4-06-512182-5 |
| 6   |        | 7 de diciembre de 2018 | 978-4-06-513480-1 |
| 7   |        | 9 de julio de 2019     | 978-4-06-515723-7 |
| 8   |        | 9 de octubre de 2019   | 978-4-06-516789-2 |

### Anime
El 30 de noviembre de 2018 se anunció una adaptación de la serie de televisión de anime. La serie fue animada por Lay-duce y dirigida por Masahiro Andō y Takurō Tsukada, con Mari Okada a cargo de la composición de la serie y Kaori Ishii diseñando los personajes. Moe Hyūga compuso la música. La serie se emitió del 5 de julio al 20 de septiembre de 2019 en el bloque de programación Animeism de MBS, TBS y BS-TBS, así como de AT-X. CHiCO with Honeyworks interpretó el tema de apertura de la serie "Otome-domo yo", mientras que Momo Asakura interpretó el tema de cierre de la serie "Yume Cinderella". Sentai Filmworks ha obtenido la licencia de la serie en todo el mundo, excepto Asia, Alemania, Francia y Australia y la transmitió en HIDIVE. En el sudeste asiático y el sur de Asia, Muse Communication posee los derechos del programa.